# ال‌وی‌جی سی. ۵
ال‌وی‌جی سی. ۵ (به انگلیسی: LVG_C.V) یک هواگرد ملخ‌پیشین تک‌موتوره از نوع شناسایی ساخت شرکت LVG (aircraft manufacturer) است. هواگرد ال‌وی‌جی سی. ۵ نخستین پروازش را در ۱۹۱۷ میلادی انجام داد.